# Matthieu Huard
Matthieu Huard, né le 9 mai 1998 à Neuilly-sur-Seine en France, est un footballeur français qui joue au poste d'arrière gauche au Red Star.

## Biographie

### Stade rennais
Né à Neuilly-sur-Seine en France, Matthieu Huard rejoint le centre de formation du Stade rennais. Il y joue pendant plus de dix ans sans jamais apparaître avec l'équipe première.

### AC Ajaccio
Non conservé par le Stade rennais, Matthieu Huard rejoint librement l'AC Ajaccio en juillet 2019. Il joue son premier match en professionnel le 26 juillet 2019, lors de la première journée de la saison 2019-2020 de Ligue 2 contre Le Havre AC (2-2). Il est titulaire lors de sa première saison à Ajaccio.
Le 9 juin 2020, il prolonge son contrat avec le club corse jusqu'en 2023.

### Brescia Calcio
Après avoir résilié son contrat le 31 août 2021, il s'engage le 4 septembre 2021 avec le Brescia Calcio, qui évolue en Serie B. 
Il joue son premier match pour Brescia le 15 janvier 2022, lors d'une rencontre de championnat face au Reggina 1914. Il entre en jeu à la place de Marko Pajač et son équipe l'emporte par deux buts à zéro. Huard connait sa première titularisation lors de la journée suivante, face au Ternana Calcio, lors d'un match de Serie B. Les deux équipes se neutralisent ce jour-là (1-1 score final).

Red Star FC
Le 30 juillet 2025, Matthieu Huard s’engage en faveur du Red Star FC.